# قطعنامه ۱۳۲۸ شورای امنیت
قطعنامه ۱۳۲۸ شورای امنیت سازمان ملل متحد که در تاریخ ۲۷ نوامبر ۲۰۰۰ تصویب شد، سندی بین‌المللی دربارهٔ بررسی وضعیت خاورمیانه است. این قطعنامه طی نشست ۴۲۳۵ام با ۱۵ رای موافق، ۰ مخالف و ۰ ممتنع تصویب شد.